# Beau Geste (film 1939)
Beau Geste è un film del 1939 diretto da William A. Wellman. Una delle versioni adattate per lo schermo tratta dal romanzo Un dramma nel Sahara (Beau Geste) di Percival Christopher Wren. Il primo adattamento era stato girato nel 1926: un Beau Geste diretto da Herbert Brenon e interpretato da Ronald Colman, Alice Joyce e Noah Beery.

## Trama
I tre fratelli 'Beau', John e Digby Geste sono stati tutti e tre adottati dalla ricca Lady Brandon. Quando un prezioso gioiello della donna sparisce, i tre sono costretti a fuggire di casa. Si arruolano tutti e tre nella Legione Straniera, trovandosi alle prese con il sadico sergente Markoff. Quando Markoff prende il comando del presidio, parte dei legionari si ribella. Il fortino viene attaccato dai tuareg e i militari riescono a malapena a cavarsela. Digby e Beau muoiono, John viene salvato. Quando torna a casa, da Lady Brandon, le legge una lettera di Beau, dove questi confessava di esser stato lui ad aver rubato il gioiello per proteggere proprio lei: Lady Brandon, infatti, all'insaputa del marito, aveva venduto la gemma, sostituendola con un falso.

## Produzione
Il film, prodotto dalla Paramount, fu girato in California, ai Busch Gardens - S. Grove Avenue di Pasadena, a Buttercup Dunes, Imperial County; al Paramount Ranch - 2813 Cornell Road di Agoura e in Arizona, a Yuma. Le riprese durarono dal 16 gennaio 1939 fino al 13 giugno 1939. Conquistò due candidature al Premio Oscar, quella per la miglior scenografia e quella a Brian Donlevy come miglior attore non protagonista. Al suo primo ruolo cinematografico di rilievo, Susan Hayward sostituì Patricia Morison nella parte di Isobel Rivers.

## Distribuzione
Distribuito dalla Paramount Pictures, il film uscì in sala il 15 settembre 1939. La prima si era tenuta il 2 agosto.

### Date di uscita
IMDb
- USA	2 agosto 1939	 (première)
- USA	15 settembre 1939
- Finlandia	12 novembre 1939
- Ungheria	23 novembre 1939
- Danimarca	20 gennaio 1940
- Paesi Bassi	5 aprile 1940	 (Amsterdam)
- Germania Ovest	12 ottobre 1952
- Austria	novembre 1952
- Giappone	25 dicembre 1952
- Francia	7 settembre 2010	 (uscita DVD)

Alias
- Beau Geste	Francia / Grecia
- Drei Fremdenlegionäre	Austria / Germania Ovest
- De tappras legion	Svezia
- Erämaalinnakkeen sankarit	Finlandia
- Kék csillag	Ungheria
- Tricolorens helte	Danimarca